# Bunny
Bunny é um filme de curta-metragem de animação estadunidense de 1998, vencedor do Oscar da categoria em 1998, dirigido por Chris Wedge. Foi produzido pela Blue Sky Studios e tem trilha sonora de Tom Waits.

## Sinopse
Uma velha coelha, viúva, faz a lida da casa quando uma chata traça a incomoda e causa estragos na casa, incluindo num retrato da velha coelha ainda jovem, com o seu marido, no dia do casamento. Após alguma luta, a traça sai, mas rapidamente volta. Após ter danificado alguns itens da casa da coelha, a traça cai na massa de um bolo que a velha coelha fazia. Cansada com a luta, a velha coelha adormece quando, uma estranha luz vinda do forno invade a casa. Ela acorda e, ao abrir a porta do forno, encontra de novo a traça e, a própria coelha ganha asas e, é transportada para o centro da luz. O filme termina com a imagem da coelha jovem no dia do casamento.

## Contexto
A parte final do filme pode ser um pouco imperceptível. Este filme é o precursor de uma animação mais dirigida a adultos, pois aborda o tema da espiritualidade e da reencarnação. A traça não é mais que o espírito do falecido marido da velha coelha a chamá-la para a dimensão não material. A velha coelha quando adormece, morre e, quando abre o forno vê de novo a traça e, ganha asas, também ela passa a espírito e, parte com o seu falecido marido para o outro mundo.